# Villagra Point
Der Villagra Point (englisch; spanisch Cabo Villagra) ist eine Landspitze an der Nordostküste von Smith Island im Archipel der Südlichen Shetlandinseln. Sie bildet die Südwestseite der Einfahrt zur Bourchier Cove.
Die Benennung der Landspitze geht auf argentinische Wissenschaftler zurück.